# Büchse

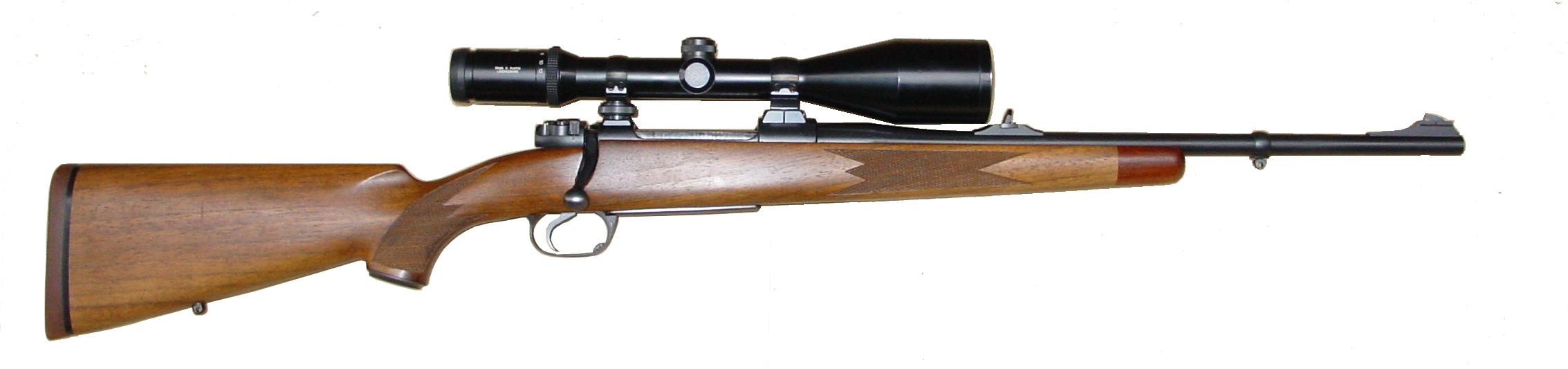
Moderne Repetierbüchse mit Zielfernrohr

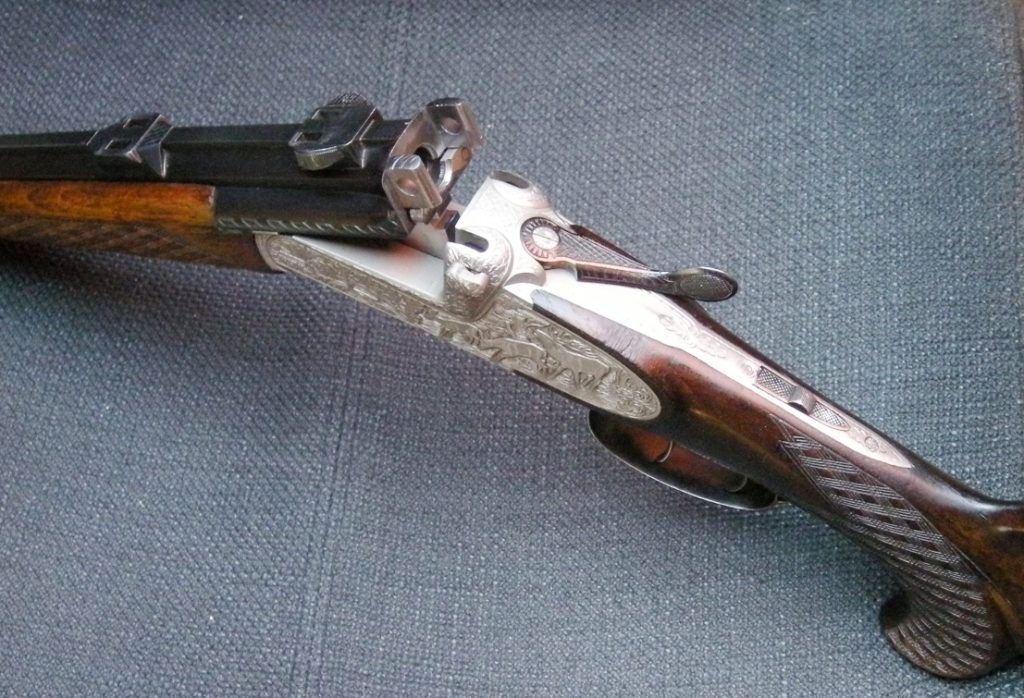
Ferlacher Kipplaufbüchse

Als Büchse (von mittelhochdeutsch bühse, „Büchse, Dose, Behälter“) bezeichnet man heute ein Jagd- oder Sportgewehr mit gezogenem Lauf. Die Büchse ist von der glattläufigen Flinte zu unterscheiden. Der gezogene Lauf besitzt im Inneren Züge und Felder, welche durch Längsrillen entstehen, die bei der Herstellung in den Lauf gezogen werden. Die über die Lauflänge gedrehten Züge verleihen dem Projektil (der Büchsenkugel) einen Drall, der die Geschossflugbahn stabilisiert. Die Büchse ist demzufolge für den gezielten Fernschuss geeignet, während Flinte und Flintenmunition (Schrotkugeln) für den Gebrauch auf kurze Distanz ausgelegt sind.
Heute werden bei Militär und Polizei gezogene, langläufige Handfeuerwaffen in der Regel als Gewehr bezeichnet. Bis zur Bedeutungseinengung des Begriffs Gewehr (= Bewaffnung) im 18. Jahrhundert bezeichnete man alle langläufigen Handfeuerwaffen (Handrohre, Arkebusen, Musketen, Flinten) als Büchsen. Deren Hersteller waren in Zünften organisiert und hießen Büchsenmeister oder Büchsenmacher.

## Geschichte
Der gezogene Lauf mit Zügen und Feldern wurde im 15. Jahrhundert im deutschsprachigen Raum entwickelt. Namentlich bekannt ist Gaspard Kollner aus Wien, der um 1498 daran arbeitete. Der heute verwendete spiralförmig gerillte Gewehrlauf wird Augustus Kotter aus Nürnberg 1520 zugeordnet. Im 18. und frühen 19. Jahrhundert betrug die effektive Büchsenschussweite etwa 650 Meter, gegenüber 150 Meter bei der Flinte. Der Nachteil der Vorderladerbüchse lag in ihrer deutlich teureren Herstellung sowie im umständlicheren Laden (das leicht überkalibrige Büchsengeschoss musste in den Lauf gehämmert werden, die unterkalibrige Flintenkugel rollte einfach den Lauf hinab).
Entsprechend zählte die Büchse, egal ob mit Rad-, Stein- oder Perkussionsschloss, zur Ausrüstung der militärischen Scharfschützen und bestimmter Verbände der leichten Infanterie (Schützen, Jäger, Voltigeure, Karabiniers). Zugleich war die Büchse die bevorzugte Waffe für die zivile Jagd. Hingegen war die Flinte bis Mitte des 19. Jahrhunderts die Standardwaffe der Linieninfanterie; ihre Effizienz lag vor allem im ungezielten Salvenschuss auf kurze Distanz. Die Flinten waren um 1620, damals mit Steinschloss, aus den älteren Musketen und Arkebusen mit Luntenschloss hervorgegangen. 
Seit der zweiten Hälfte des 19. Jahrhunderts ersetzten im militärischen Bereich moderne Hinterlader die alten, meist glattläufigen Vorderlader, von der Flinte bis zum Glattrohrgeschütz. Von wenigen Ausnahmen abgesehen, bilden seitdem Waffen mit gezogenem Lauf, also Büchsen bzw. Mehrladegewehre und entsprechende Geschütze, den waffentechnischen Standard. Begleitet wurde der Prozess durch die ab der zweiten Hälfte des 19. Jahrhunderts zunehmend industrialisierte Gewehrherstellung und die Ablösung der Papier- durch die Metallpatrone.

## Varianten
Büchsen existieren in unterschiedlichster Gestalt:
- als Vorderlader
- als Hinterlader
  - Kipplaufwaffe mit einem oder mehreren Läufen (z. B. als Doppelbüchse), auch als Kombinierte Waffe mit Flintenläufen (z. B. ein Drilling)
  - mit Blockverschluss (Heerenbüchse)
  - als Einzellader. Die Patrone wird von Hand in das Patronenlager gelegt
  - als Mehrlader mit Magazin für mehrere Patronen
    - als Repetierbüchse mit von Hand zu betätigender Ladeeinrichtung
    - als Selbstlader, dessen Verschluss durch Rückstoß oder Gasdruck bewegt wird und dabei aus dem Magazin eine neue Patrone in das Patronenlager einführt
    - als Maschinenkarabiner mit vollautomatischem Repetiermechanismus, auch als Sturmgewehr nach dem Sturmgewehr 44 bezeichnet